# Bermudai font
A bermudai font Nagy-Britannia Bermuda koronagyarmatának a font sterlinggel egyenértékű pénzneme volt 1970. február 6-ig, akkor az amerikai dollárral egyenértékű bermudai dollár váltotta fel.

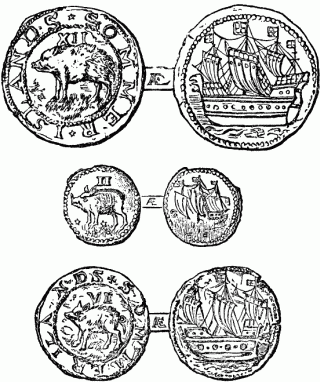
1612-1614 között vert bermudai disznós érmék, 12 pennys (1 shilling), 2 és 6 pennys.

## A bermudai font váltópénzei
1 font = 1 sovereign = 4 korona (crown) = 10 florin = 20 shilling = 240 penny = 960 farthing.

### Érmék
1612 és 1614 között helyi, úgynevezett disznós érméket (hogge money, vagy hog money) bocsátottak ki ezüstből 2, 3, 6 penny és 1 shilling névértékekben. Előoldalukon disznó, ebből származik a nevük, hátoldalukon vitorláshajó ábrázolása szerepelt. Hosszú szünet után 1959-ben és 1964-ben ezüst korona (crown) érmék kerültek forgalomba. Bermudán a font pénzrendszerben Nagy-Britannia aktuális érméit használták 1971-ig.

## Bermuda Government papírpénzek

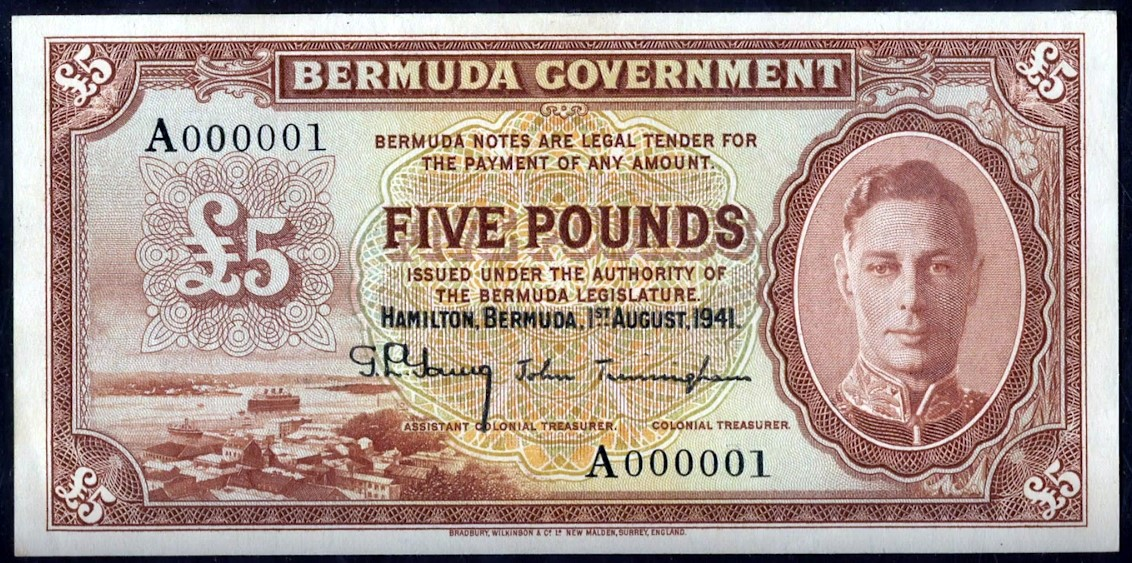
Bermudai 5 fontos címlet a VI. György sorozatból, 1941-ből, az első, barna színű kibocsátásból. A címlet színét még ugyanebben az évben narancssárgára cserélték.

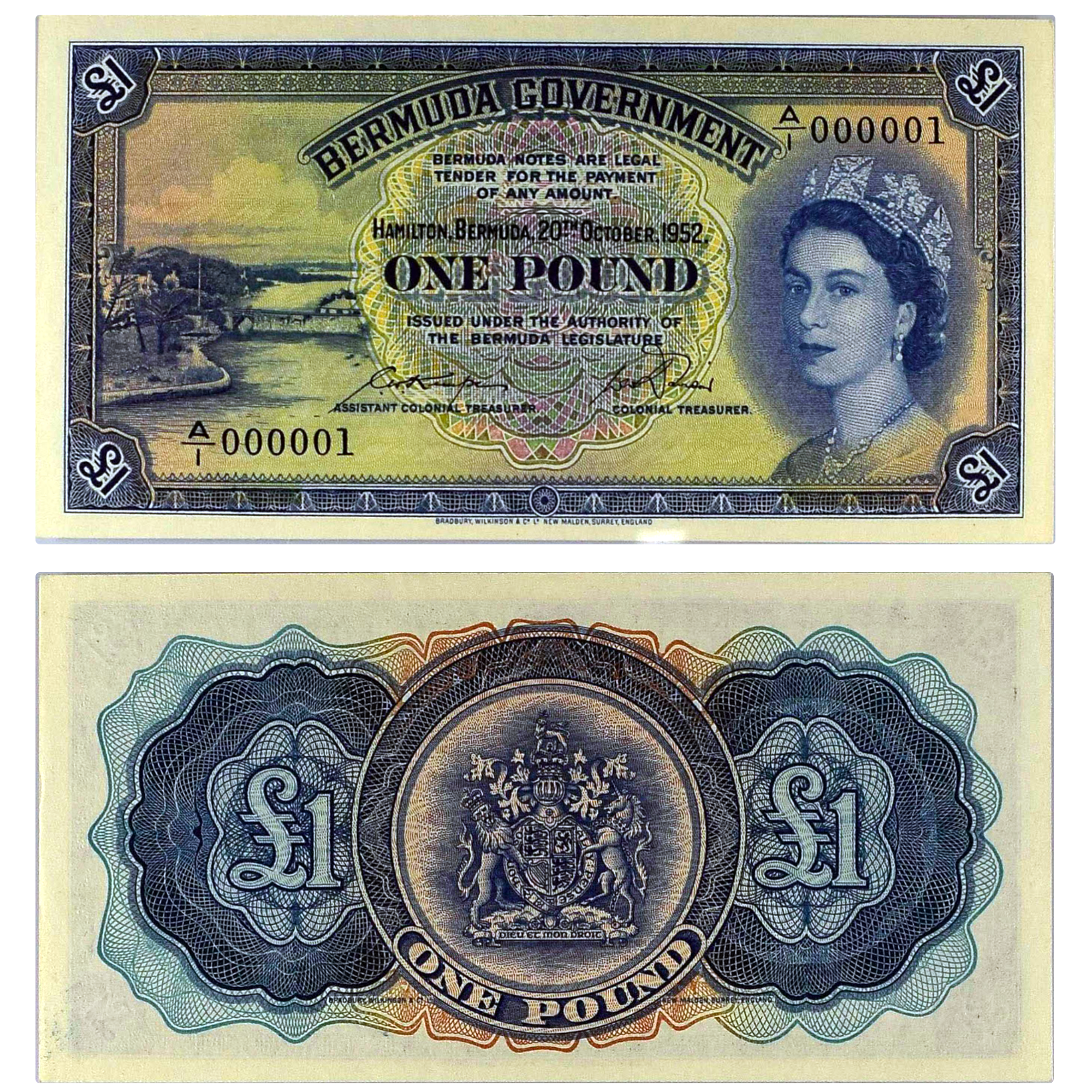
Bermudai 1 fontos bankjegy a II. Erzsébet sorozatból, 1952-es kibocsátás.

### Címeres sorozat (1914)
1914-ben az első világháború kitörése miatt egy 1 fontos papírpénzt bocsátott ki a gyarmati kormányzóság (Bermuda Government), az előoldalon a gyarmat címere szerepelt.

### V. György sorozat
1920-ban 2 shilling 6 pennys és 5 shillinges papírpénzek kerültek forgalomba V. György király portréjával, a hátoldalukon vitorláshajó ábrázolásával. 1927-ben ezektől teljesen eltérő dizájnú 10 shillinges és 1 fontos került forgalomba, előoldalán V. György és eltérő bermudai tájképek ábrázolásával, hátoldalakon egységesen az Egyesült Királyság címere szerepelt.

### VI. György sorozat
1937-től teljesen új dizájnú, az új uralkodót, VI. György királyt profilból ábrázoló bankjegyek kerültek forgalomba 5 shilling, 10 shilling és 1 font névértékben. Míg az előoldalakon VI. György képmása mellett különféle bermudai tájképek, addig a hátoldalakon egységesen az Egyesült Királyság címere szerepelt. 1941-től a királyt frontálisan ábrázoló, barna színű 5 fontos címletet is forgalomba hoztak, ennek színét azonban még ugyanebben az évben narancssárgára cserélték. 1941-ben csak előoldalukon nyomtatott 1 shillinges és 2 shilling 6 pennys címleteket is nyomtattak a II. világháború kitörése miatti ezüstpénzhiány enyhítésére, de ezek végül nem kerültek forgalomba.

### II. Erzsébet sorozat
Az 1952-től bevezetett II. Erzsébet sorozat 5 és 10 shillingese, valamint 1 és 5 fontosa megegyezett a VI. György sorozat címleteivel, csak az uralkodó képmását cserélték ki. A sorozatot 1964-ben kiegészítették egy egyedi kivitelű 10 fontossal is.